# Nedre Bleriken (Vilhelmina socken, Lappland, 722619-150806)
Nedre Bleriken är en sjö i Vilhelmina kommun i Lappland och ingår i Ångermanälvens huvudavrinningsområde. Sjön har en area på 0,293 kvadratkilometer och ligger 498,6 meter över havet. Nedre Bleriken ligger i Marsfjället Natura 2000-område. Sjön avvattnas av vattendraget Matskanån.

## Delavrinningsområde
Nedre Bleriken ingår i det delavrinningsområde (722661-150746) som SMHI kallar för Utloppet av Nedre Bleriken. Medelhöjden är 508 meter över havet och ytan är 1,81 kvadratkilometer. Räknas de 8 avrinningsområdena uppströms in blir den ackumulerade arean 34,83 kvadratkilometer. Matskanån som avvattnar avrinningsområdet har biflödesordning 3, vilket innebär att vattnet flödar genom totalt 3 vattendrag innan det når havet efter 387 kilometer. Avrinningsområdet består mestadels av skog (72 procent) och sankmarker (13 procent). Avrinningsområdet har 0,29 kvadratkilometer vattenytor vilket ger det en sjöprocent på 16,1 procent.